# Гайги Вайгель
«Гайги вайгель» (в переводе на русский с эрз. «Звонкий голос») — эрзянский фольклорный народный ансамбль, базирующийся в селе Новая Пырма, Кочкуровский района, Мордовии.
Исполняют фольклорные эрзянские песни, частушки собственного сочинения, обрядовые и авторские песни, в репертуаре ансамбля имеются и национальные игры. Коллектив работает а капелла. Лауреат Государственной премии Республики Мордовия. Заслуженный коллектив народного творчества (2014).

## История
Коллектив был создан  в 1953 году. Из первого состава осталось только две певицы-бабушки. 1970 году для ансамбля был знаковым, они записывают грампластинку в Москве в известной звукозаписывающей студии «Мелодия». Запевалой в ансамбле  всегда была Прасковья Кузьминична Крамойкина. Другие певицы, Дарья Леонтьевна Антошкина, Фёкла Ефимовна Мокейкина вышивали эрзянские руця, подбирали репертуар, собирали и восстанавливали забытые древние обряды. Помогали готовить костюмы и для других коллективов. Спустя несколько лет ансамбль становится визитной карточкой Кочкуровского района.
В 70-е годы руководителем ансамбля была  Р. С. Зорькина. Сейчас она поёт в фольклорном ансамбле «Ламзурь». С 1983 года Новопырменским женским коллективов стала руководить Мария Дмитриевна Бояркина, и именно в это время было подобранно такое интересное и ёмкое имя ансамблю – «Гайги вайгель».

## Участие в фестивалях и конкурсах
«Гайги вайгель» – Лауреат Государственной премии Республики Мордовия, лауреат и дипломант районных, республиканских, всероссийских, международных конкурсов и фестивалей. Многократные участники Эрзянь Раськень Озкс и  «Торамась терди» (эрз. «Зов Торамы»). Ансамбль восстановил традицию «Эрзянской свадьбы», в ней есть отдельные песни, как для невесты и жениха, гостям  и родне, а также специальные причетания невесты (эрз. авардемат, лайшемат).

### 2007 год
- «Шумбрат, Финно-Угрия!»[7] (Саранск)
- участие в Российском православном фольклорном фестивале  «Рождество Христово»[2] (Санкт-Петербург), были показаны: «Эрзянь свадьба» (рус. «Эрзянская свадьба»), Роштовань калядамотнень (рус. Калядки на Рождество).
- Также в этом же году коллектив выступил в фестивале «Крутушка»[7]  (Казань);

### 2013 год
- народный фольклорный ансамбль «Гайги вайгель» лауреат I степени Всероссийского фестиваля народного творчества «Все мы – Россия»[8].  (Чебоксары).
- участие в Международном фестивале искусств и народного творчества «Финно-угорский транзит: родственные встречи»[9] (Саранск).
- В этот год ансамбль праздновал своё 60-летие[10] концертом в родном РДК.

### 2016 год
- участие в VII международном фестивале фольклора и традиционной культуры «Горцы», который пройдет летом в Махачкале[11].

## Состав ансамбля
- Агеева Роза Степановна
- Адмайкина Евдокия Герасимовна
- Адмайкина Мария Никитишна
- Адмайкина Нина Фёдоровна

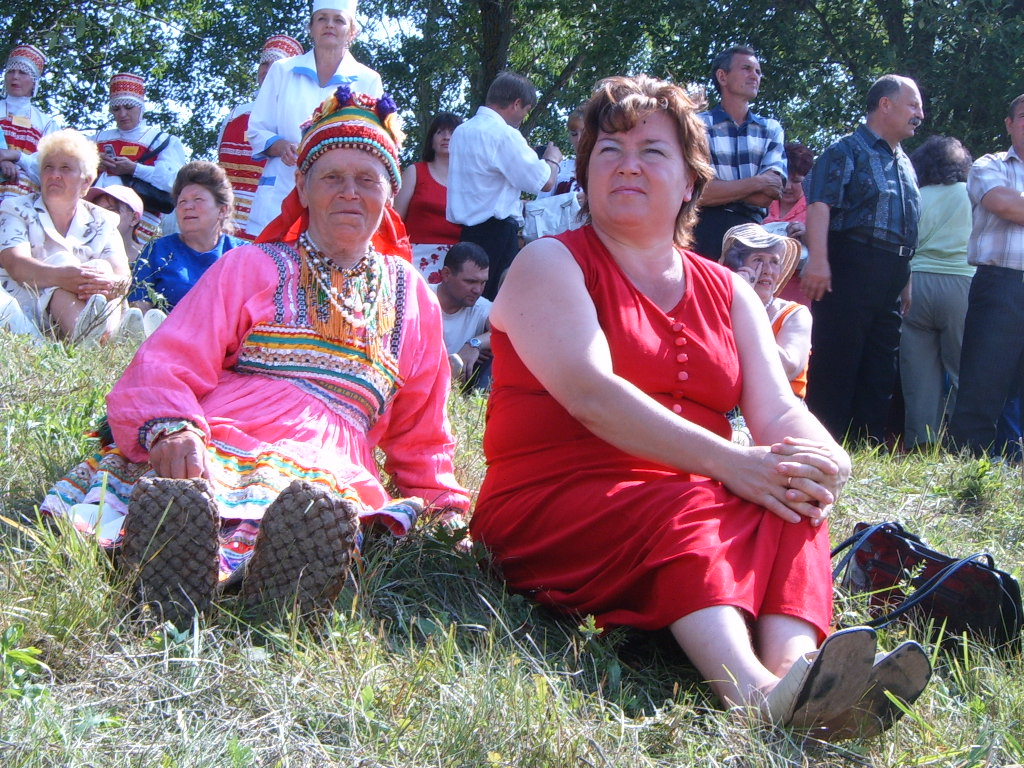
Кромойкина Прасковья Кузьминична и Бояркина Мария Дмитриевна на Раськень Озкс

- Бояркина Мария Дмитриевна (художественный руководитель[4])
- Ведяйкина Мария Петровна
- Кромойкина Прасковья Кузьминична
- Мокейкина Фекла Ефимовна
- Потанина Валентина Фёдоровна
- Лазуткина Вера Николаевна
- Устинова Раиса Алексеевна
- Фролкина Просковья Николаевна
- Фролкин Иван Ильич  — аккомпаниатор с 2003 года.

## Репертуар
Репертуар состоит из множества старинных эрзянских песен:  «Маштыть, авакай» (рус. «Сумела, матушка»), «Ох, авакай, чиямак» (рус.  «Ох, матушка, засватай меня»), «Дованть колмо церанзо» (рус. «У вдовы трое сыновей»), «Вирьга юты Машура» (рус. «По лесу проходит Машура»), «Бути саемс, Ваня леляй, саемак» (рус. «Если женишься на мне, дядя Ваня, то женись»), «Пиже садсо» (рус. «Во зелёном саду») и другие.

## Дискография
- Л. Н. Шамова (кандидат искусствоведения, С-Петербург) записала в 2007 году в профессионально звукозаписывающей студии 20 песен в исполнении ансамбля «Гайги вайгель». К сожалению CD так и не выпущен[12]
- Финно-угорский транзит: родственные встречи. CD сборник. 2013 (эрзянские народные песни «Тундось ютась» и «Кодамо моро»)
- альбом «Штатол»[13], этно-поп группа OYME. 2015 год  (эрзянские народные песни «Тундось ютась, мазысь ютась» и «Ох, парыям-дугинем»)